# Orahovača
Orahovača, Orahovica (bulgariska; orehche) är en typ av rakija som framställs av valnötter och är populär i framförallt Dalmatien(södra Kroatien) och Serbien. 
Genom att smaksätta rakija med valnötter så framställs Orahovica/Orahovaca, det är valnötterna som ger drycken dess karaktäristiska bruna nyans. Ju längre valnötterna lagras i rakijan desto mörkare blir nyansen. Beroende av hur mycket socker som blandas i så varierar sötman i drycken och drycken ligger på gränsen mellan att vara en likör och en spritsort. 
I Kroatien, och framförallt Dalmatien, så anses Orahovica ha en mirakulöst stärkande effekt. Detta eftersom valnötter sägs stärka hårrötter, göra huden mörkare vid solning och nötens fetter anses vara bra för blodsystemet. 